# Kanton Chartres-Sud-Ouest
Chartres-Sud-Ouest is een voormalig kanton van het Franse departement Eure-et-Loir. Het kanton maakte deel uit van het arrondissement Chartres. Het werd opgeheven bij decreet van 24 februari 2014, met uitwerking op 22 maart 2015.

## Gemeenten
Het kanton Chartres-Sud-Ouest omvatte de volgende gemeenten:
- Barjouville
- Chartres (deels, hoofdplaats)
- Corancez
- Dammarie
- Fontenay-sur-Eure
- Fresnay-le-Comte
- Luisant
- Mignières
- Morancez
- Thivars
- Ver-lès-Chartres